# St.-Thomas-Kirche (Braunschweig)

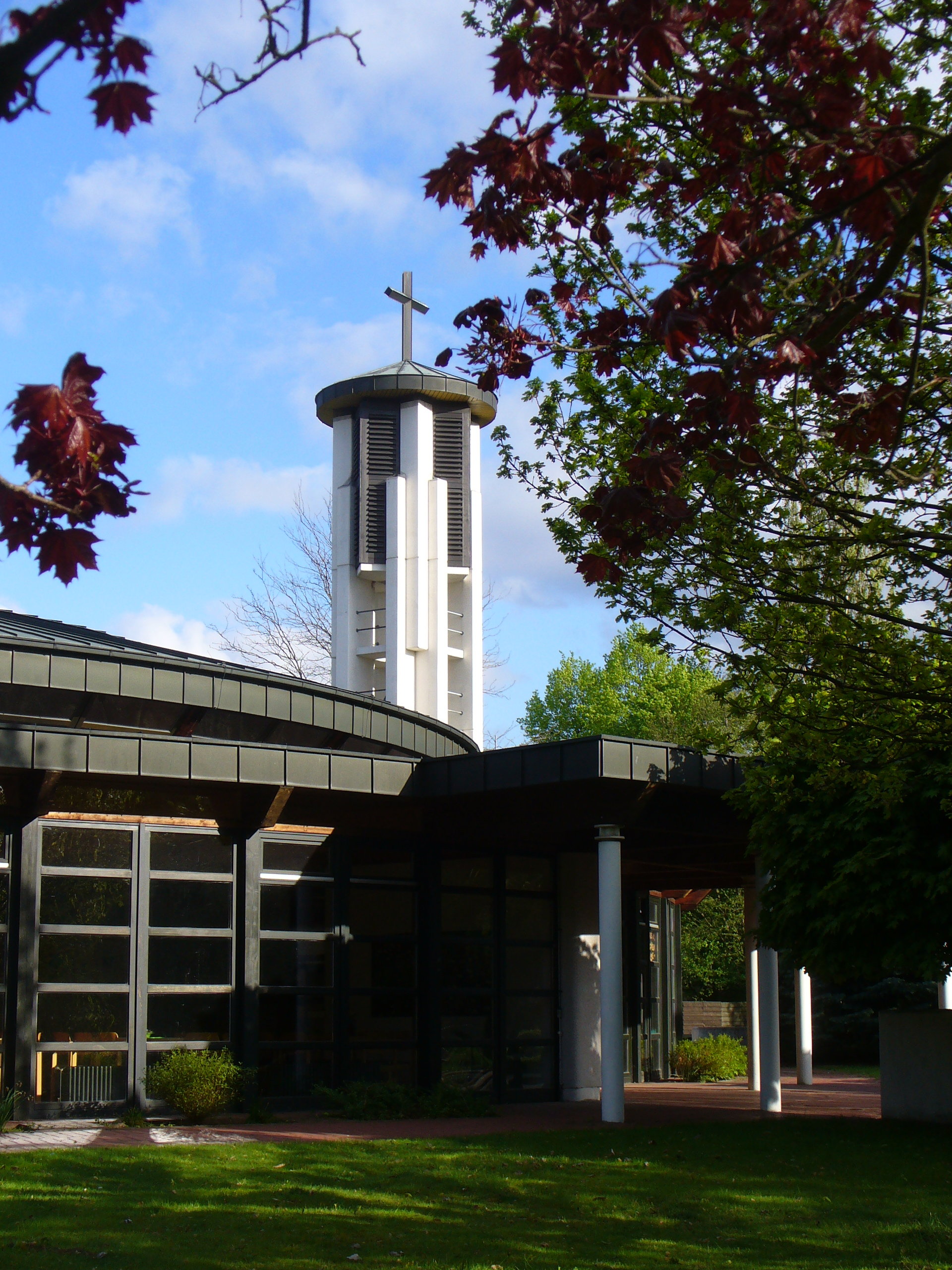
Die Thomaskirche: Im Vordergrund der Kirchbau, dahinter der Glockenturm

Die St.-Thomas-Kirche, im Braunschweiger Stadtteil Heidberg, wird auch Thomaskirche genannt. Sie gehört zur ev.-luth. Kirchengemeinde St. Thomas im Heidberg. Fast 25 Jahre nach Gründung der Gemeinde und nach langer Planungsphase wurde der Kirchbau 1989 fertiggestellt. Beteiligt waren u. a. der Architekt und Stadtkirchenbaurat Norbert Koch, Bildhauer Jörg Wenning und Thomas Hauser, der die Glasfenster gestaltete. Die Thomaskirche ist nach der Markuskirche in der Südstadt die zweitjüngste evangelische Kirche in Braunschweig.
Charakteristisch für die Thomaskirche ist der nicht in den Kirchbau integrierte, sondern separat stehende Glockenturm.

## Geschichte

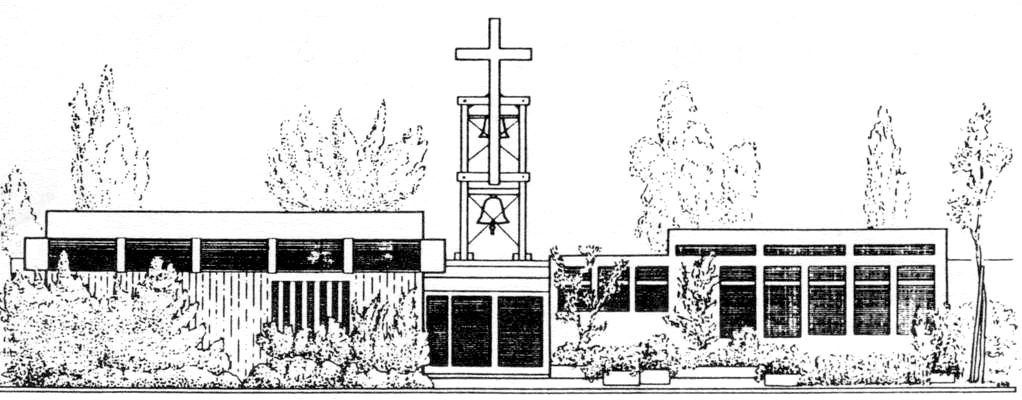
Skizze des ehemaligen Gemeindehauses der Kirchengemeinde St. Thomas

Ungefähr mit Beginn der 60er Jahre entstand im Süden Braunschweigs das Neubaugebiet „Heidberg“. Zunächst gehörte das neu entstehende Wohngebiet zur benachbarten Martin-Luther-Gemeinde, bis 1965 die damalige Kirchengemeinde „Heidberg“ gegründet wurde.
Nach ersten improvisierten Treffen in Schulen, Gasthäusern und desgleichen meinte man den Bedürfnissen der Gemeindearbeit am ehesten mit einem Gemeindezentrum gerecht zu werden, dessen Gemeindesaal unter anderem auch als Gottesdienstraum genutzt wurde. 1967 wurde das Gemeindehaus eingeweiht, der Wunsch nach einer „richtigen Kirche“ blieb aber bestehen.
Am 2. Dezember (1. Advent) 1989 war es dann so weit, dass die neue St. Thomas-Kirche eingeweiht werden konnte. Architekt des Kirchbaus ist Stadtkirchenbaurat Norbert Koch; Altar, Taufstein und Kanzel wurden vom Bildhauer Jörg Wenning gestaltet, die Glasfenster von Thomas Hauser (Berlin). Im Jahre 1993 konnte die neue Orgel der Firma Oberlinger eingeweiht werden.

## Architektur

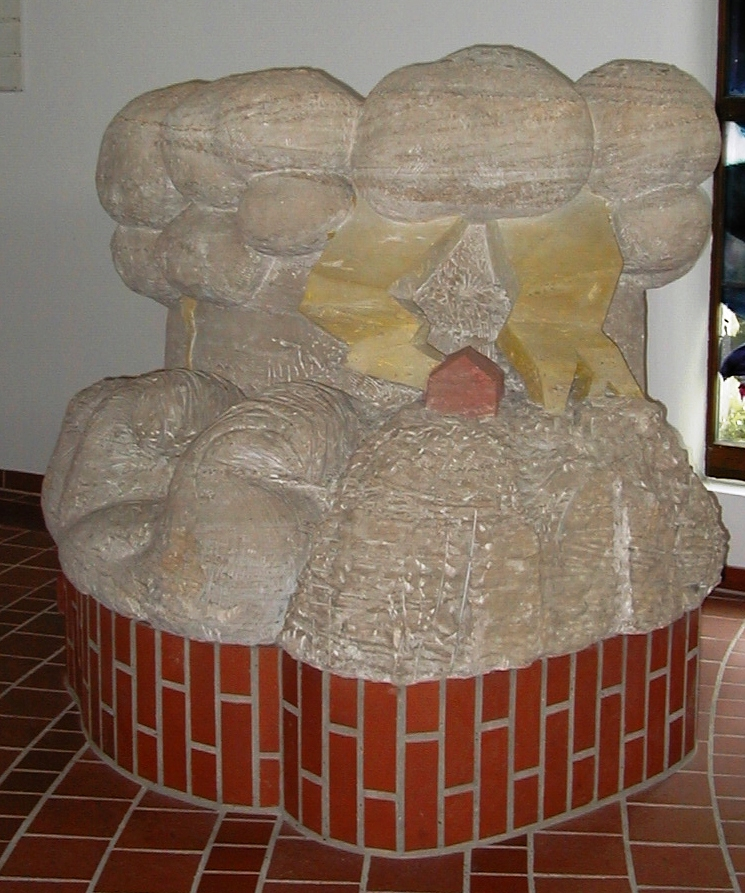
Kanzel der St.-Thomas-Kirche

In einem deutlichen Kontrast zur Klarheit und Strenge der Architektur des Kirchbaues stehen die aus Elmsandstein gearbeiteten Skulpturen des Braunschweiger Bildhauers Jörg Wenning. Der Künstler hat sich dabei von biblischen Texten leiten lassen, deren Aussagen die liturgische, gottesdienstliche Funktion von Kanzel, Taufe und Altar unterstreichen.

### Kanzel
Auf der Vorderseite der aus Elmsandstein, also „Fels“, gebauten Kanzel ist ein Haus inmitten stürmischer Wogen zu sehen. Die Kanzel als Ort der Predigt stellt ein Gleichnis Jesu dar, das den Schluss der Bergpredigt bildet. Im Matthäusevangelium (Matthäus 7,24-27 ) heißt es:

„Wer diese meine Worte hört und sich nach ihnen richtet, wird am Ende dastehen wie ein kluger Mann, der sein Haus auf felsigen Grund baute. Als dann die Regenflut kam, die Flüsse über die Ufer traten und der Sturm tobte und an dem Haus rüttelte, stürzte es nicht ein, weil es auf Fels gebaut war.
Wer dagegen diese meine Worte hört und sich nicht nach ihnen richtet, wird am Ende wie ein Dummkopf dastehehn, der sein Haus auf Sand baute. Als dann die Regenflut kam, die Flüsse über die Ufer traten, der Sturm tobte und an dem Haus rüttelte, fiel es in sich zusammen und alles lag in Trümmern.“

### Altar

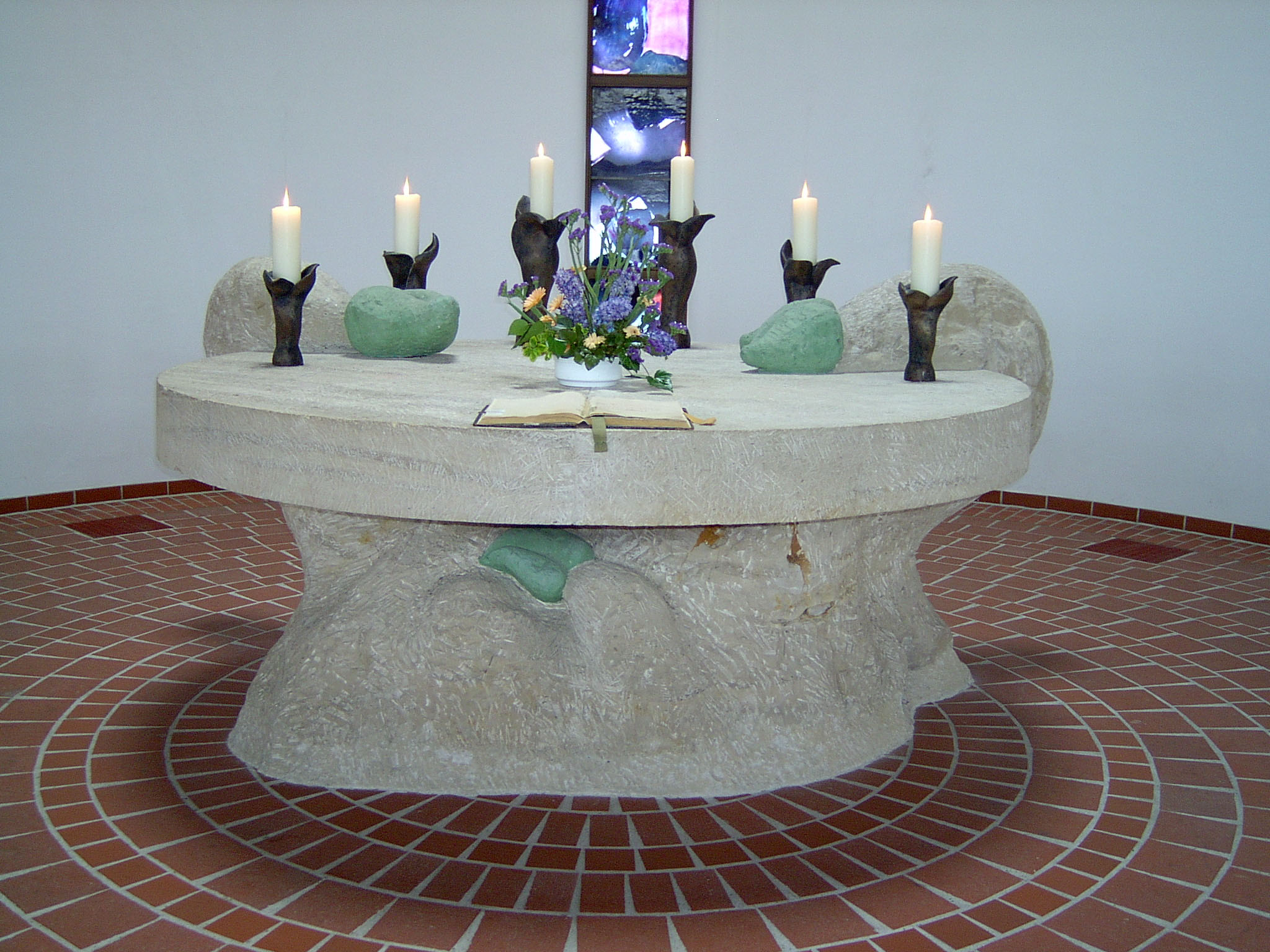
Altar der St. Thomas-Kirche

Der Altar ist gestaltet als Tisch, an dem sich die Gemeinde zum Abendmahl versammelt. Die schwere steinerne Platte liegt einem Wurzelstamm auf. Der abgehauene Stumpf, aus dem dennoch neue Triebe hervorgehen, ist ein altes Hoffnungssymbol für das ewige Leben. Auch dieser Teil der Kirche bezieht sich auf eine Bibelstelle (Jesaja 1,1 ):

„Ein Spross wächst aus dem Baumstumpf Isai, ein neuer Trieb schießt hervor aus seinen Wurzeln.“

### Taufbecken

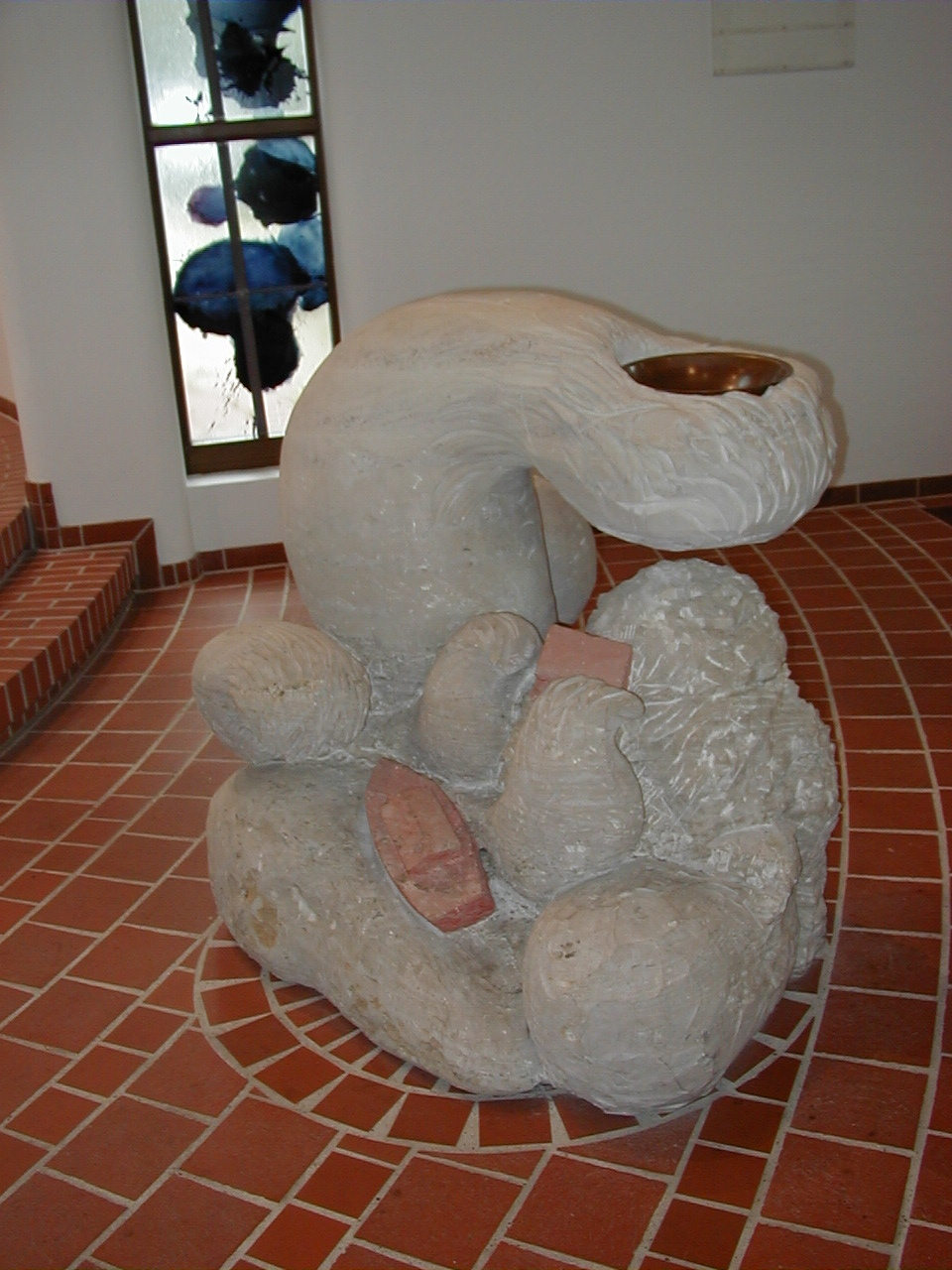
Taufbecken der St. Thomas-Kirche

Mit einem Hausboot zwischen bedrohlichen Wellen erinnert das Taufbecken an die Geschichte von der Sintflut und an Noah, der in seiner Arche überlebte (Genesis 6-9). Das Taufbecken soll sowohl an die zerstörerische, aber auch lebensbringende Funktion des Wassers erinnern.

### Glockenturm
Auf seinem offenen Unterbau, der an das Provisorium der Anfangsjahre, der Glocke über dem Gemeindehaus, erinnert, erhebt sich zwischen 13,50 m und 18 m über dem Gelände die Glockenstube mit vier Glocken, getragen von einem hölzernen Glockenstuhl. Das runde Dach mit dem 1,80 m hohen Kreuz weist auf das Kirchengebäude hin.

### Orgel

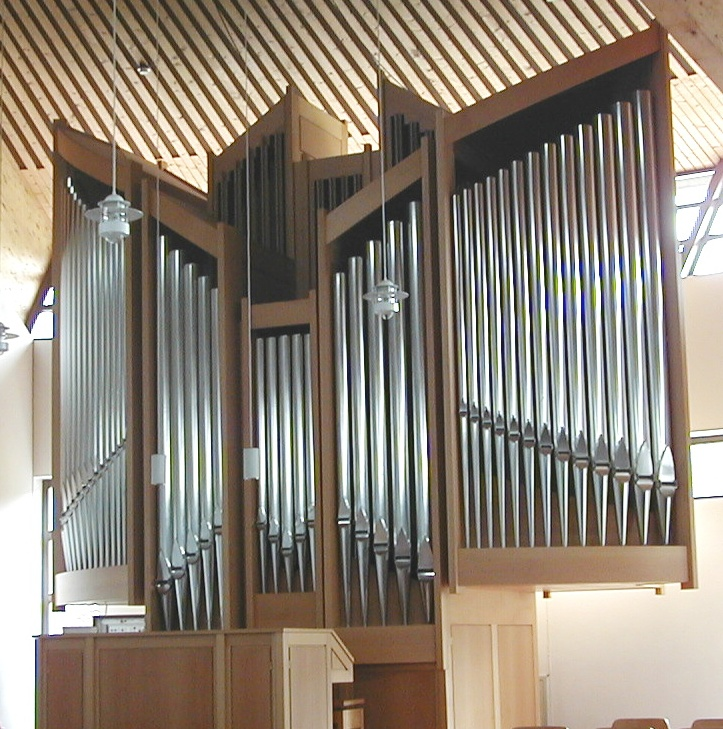
Orgel der St. Thomas-Kirche

Die Orgel wurde im Jahr 1993 von der Firma Oberlinger gebaut und am 1. Advent des gleichen Jahres eingeweiht. Das Gehäuse des Instrumentes wurde der Architektur des Kirchraumes angepasst. Eine Besonderheit ist die Anordnung des Spieltisches, die es dem Organisten erlaubt, der Gemeinde zugewandt zu spielen. Die Orgel umfasst zwei Manuale und ein Pedal; es stehen 20 Register zur Verfügung.

### Kirchraum
Die radiale Form dieses Kirchenbaukörpers wurde bereits 1982 aus einer Reihe von vorliegenden Entwürfen als ideale Lösung für einen kirchlichen Versammlungsraum ausgewählt und in den darauf folgenden Jahren durch Vergleich mit bestehenden Räumen anderer Kirchen auf seine liturgische Eignung hin überprüft. Planungsziel war, einen Kirchraum mit bestmöglicher Konzentration auf den Abendmahlsbereich um den Altar herum zu schaffen.

### Altarraum
Der Altar ist auf einem um zwei Stufen angehobenen Bereich platziert. Die Bedeutung der Position wird noch einmal durch die Dachkonstruktion, die sich wie ein zeltförmiger Fächer schirmend über den Raum legt, hervorgehoben. Dort, wo man den Schnittpunkt der Deckenbalken vermutet, löst sich die Konstruktion in ein kreisförmiges Oberlicht auf.

### Ausstattung
Die Materialien der Wände, Decken und Fußböden sind innen wie außen einfaches, weißes Putzmauerwerk, Fichtenholz, Ziegelstein und Glas.
Im Innenraum dominieren neben Altar, Taufstein und Kanzel die farbigen Fenster von Thomas Hauser, das schlichte Holzkreuz, der Osterleuchter der Braunschweiger Bildhauerin Sabine Hoppe sowie ein großer Holzengel von Dieter Schröder.

## Die Kirchengemeinde St. Thomas

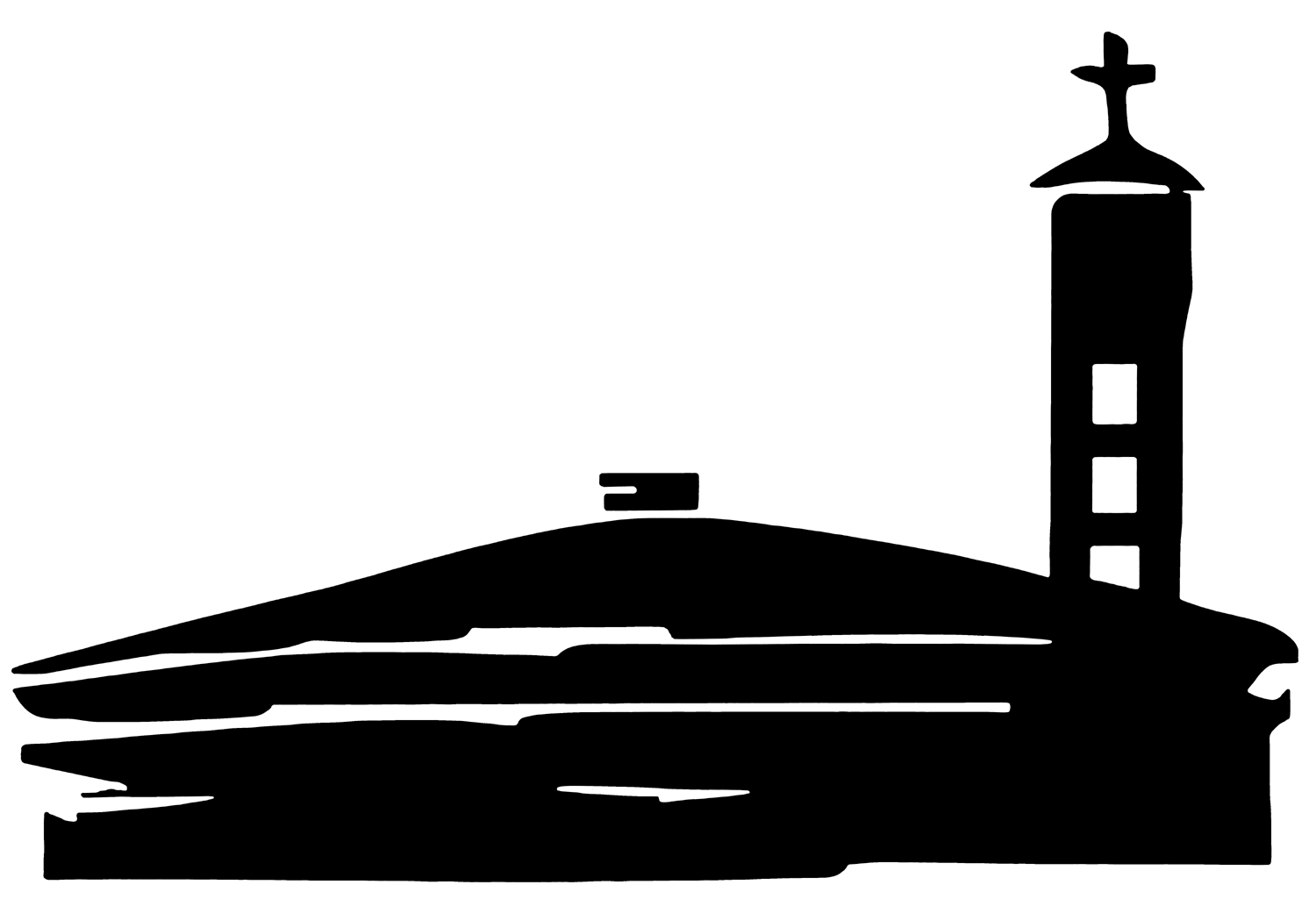
Das Logo der Kirchengemeinde – eine Skizze des Kirchbaus

Die „evangelisch-lutherische Kirchengemeinde St. Thomas im Heidberg“ gehört zur evangelisch-lutherischen Landeskirche Braunschweig und zählt über 3000 Mitglieder.
Drei weitere Gemeinden gibt es im Braunschweiger Stadtteil Heidberg: Die Stephanus-Gemeinde (evangelisch-freikirchlich), die Paul-Gerhardt-Gemeinde (selbstständig evangelisch-lutherisch) und die St.-Bernward-Gemeinde (römisch-katholisch).